# Bart Poesiat

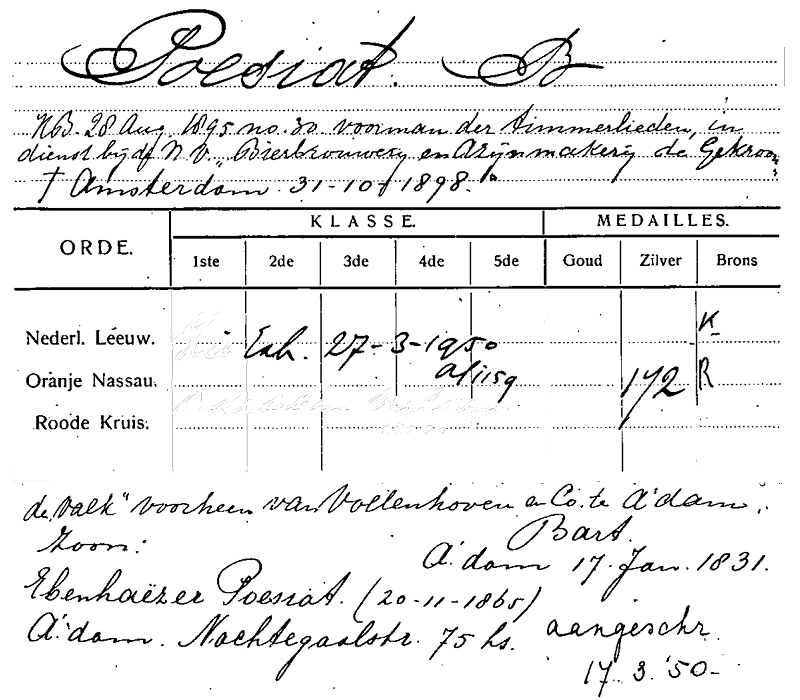
Bart Poesiat, onderscheiding

Bart Poesiat (Amsterdam, 17 januari 1831 - Amsterdam, 31 oktober 1898) was werkzaam als metselaar bij bierbrouwerij De Gekroonde Valk en was medeoprichter en bestuurslid van het Nederlandsch Werkliedenverbond Patrimonium.

## Levensloop
Hij was de zoon van Leendert Poesiat en Harmina Weegewijs. Hij had een oudere zus Anna Barbara (Amsterdam, 3 maart 1827 - ) en een jongere zus Christiana Harmina.
Poesiat werd in 1850 ingelijfd bij de infanterie, de inschrijving in het militieregister vermeld een lengte van 1 el 6 palmen 0 duim 5 streep omdat het document van na 1820 is dat 1 meter, 6 decimeter, 4 centimeter en 5 millimeter oftewel 1,605 m. Hij was dus naar huidige begrippen klein van persoon maar voor die tijd vrij normaal, de gemiddelde lengte van mannen had een absoluut dieptepunt bereikt van 1,68 m.
In 1853 woonde hij waarschijnlijk enige tijd in Muiden. In 1856 trouwde Poesiat met Johanna Henderika Horst (Nieuwer-Amstel, 6 juni 1828 - Watergraafsmeer nu Amsterdam, 21 november 1911). Het echtpaar kreeg zes dochters en drie zonen, Antje Hermina (1 juni 1859), Hendrik Bart (4 oktober 1860), Eben Haëser (1 mei 1865), Johanna Henderika (1 mei 1867), Adriana (29 juli 1869). In zijn jeugd werkte Poesiat als timmermansknecht in Amsterdam. In oktober 1861 vestigde het gezin met drie kinderen zich aan de Buitensingel 168 (bij molen de Jager). Van 29 september 1868 tot 13 april 1870 woonde hij in Oudkarspel en stond het gezin ingeschreven met vijf kinderen. Van 1897 tot 1898 woonde het gezin op verschillende adressen in Amsterdam. Na zijn overlijden verhuisde zijn vrouw in 1903 naar de Wakkerstraat 19 in Watergraafsmeer, tegenwoordig een wijk van Amsterdam.

### Rol binnen de kerk
In oktober 1870 diende hij met enkele andere leden van de Hervormde kerk bezwaren in tegen de opvatting over de doop. Ook protesteerde hij in 1871 tegen preken van de moderne predikanten o.a.  dr van Belt, ds. Rugenholtz Jr. (de oprichter van De Vrije Gemeente in 1877) en in 1882 tegen H.P. Berlage. In 1885 werd hij met twee derde van de kerkenraad geschorst door het classicaal bestuur van Amsterdam samen met Willem Hovy, de directeur van de bierbrouwerij De Gekroonde Valk, waar hij in dienst was als timmermansbaas. Op 6 januari 1886 was hij betrokken bij de paneelzagerij, een overval op de consistorie van de Nieuwe Kerk in Amsterdam. Deze verwikkelingen leidden in 1886 tot de Doleantie, de scheuring van de Hervormde kerk.

### Nederlandsch Werkliedenverbond Patrimonium
Op 3 januari 1876 vond de bijeenkomst om tot oprichting van een christelijke werknemersvereniging te komen,
Poesiat was hierbij aanwezig en werd een van de medeoprichters met o.a. Klaas Kater, W.C. Beeremans en J. Witmond. Men besloot tot oprichting van de werkliedenvereniging op christelijke grondslag, het latere Nederlandsch Werkliedenverbond Patrimonium. In eerste instantie werd Poesiat tweede voorzitter, in 1880 werd hij eerste secretaris van het landelijk bestuur.
Hij spande zich in voor een pensioenregeling voor arbeiders, hun weduwen en werknemers die invalide waren geworden. Het plan bleek op wat langer duur niet uitvoerbaar wegens gebrek aan deelnemers. Hij was de denker binnen de vereniging en bleef bij voorkeur op de achtergrond. In 1889 ging hij met pensioen bij de brouwerij en in 1890 nam hij op 59-jarige leeftijd afscheid van de bond wegens problemen met zijn gezondheid.

## Overlijden

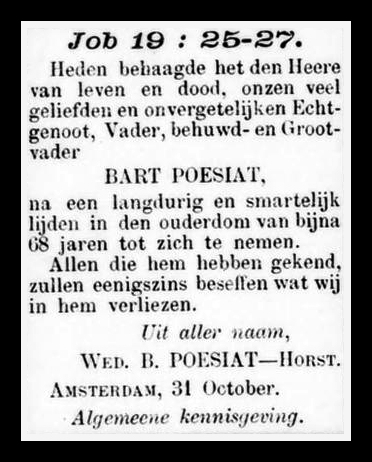
Bart Poesiat overlijden, de standaard 4 11 1898

Op 31 oktober 1898 overleed Poesiat in zijn woning aan de Jacob Catskade in Amsterdam, hij werd vrijdag 4 november begraven op de Begraafplaats Huis te Vraag
. Op 21 november 1911 overleed ook zijn vrouw.

## Trivia

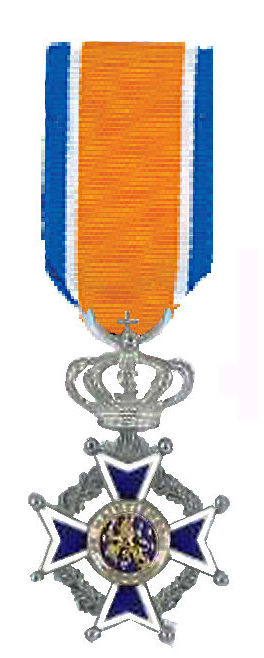
de Orde van Oranje-Nassau

- In Amsterdam en Veenendaal zijn straten naar hem vernoemd, Bart Poesiatstraat. In Ridderkerk is een Poesiatstraat.
- In 1898 ontving Poesiat de zilveren medaille van Orde van Oranje-Nassau.